# 平常晴
平 常晴（たいら の つねはる）は、平安時代中期の武士。上総氏2代当主。平常長の子。兄弟に千葉氏の祖常兼。子に戸気長実、佐賀常澄。常時、常明とも。

## 略歴
房総平氏代々の土地である下総国相馬郡にて相馬五郎と称する。長兄・常家が男子を儲けることなく没したため、養子と言う形で上総氏の家督、即ち上総権介の地位を継承する。上総氏は常晴を初代当主とすることが多い。
常晴は実子の常澄と折り合いが悪かったのか、兄・常兼の三子である千葉常重を養子として大治5年（1130年）6月に家督を譲った。これが後に、房総平氏間の抗争の遠因となる。

## 系譜
- 父：平常長
- 母：不詳
- 妻：不詳
  - 男子：平長実（戸気長実）
  - 男子：平常澄（佐賀常澄）
- 養子
  - 男子：千葉常重